# Roullet-Saint-Estèphe
Roullet-Saint-Estèphe è un comune francese di 3 938 abitanti situato nel dipartimento della Charente, nella regione della Nuova Aquitania.

## Società

### Evoluzione demografica
Abitanti censiti